# Åbenbaringsreligion
En åbenbaringsreligion er en religion, som i sin selvforståelse bygger på en guddommelig åbenbaring.
Især de store monoteistiske religioner, jødedommen, kristendommen og islam, beskrives som åbenbaringsreligioner.
| Religion | Spire Denne religionsartikel er en spire som bør udbygges. Du er velkommen til at hjælpe Wikipedia ved at udvide den. |